# Davotab
Davortab Records(다보탑레코즈)는 서울을 기반으로 하는 한국의 독립 음악 레이블이다.

## 역사
다보탑레코즈는 2014년 한국의 저명한 디제이인 Bagagee Viphex13에 의해 설립되었다.
다보탑레코즈에서 주력하는 음악장르는 테크노와 하우스이며, 한국의 재능있는 뮤지션, 그리고 좋은 음악을 찾기 위해 노력하고 있다.
매년 국보라는 타이틀의 컴필레이션 음반을 제작하고 있으며 좋은 반응을 얻고 있다.
2018년에는 SM에서 주최하는 Spectrum Music Festival에 참가하였으며, 네덜란드 Amsterdam Dance Event 에도 참여하여 레이블 쇼케이스를 펼쳤다.

## 아티스트
- 바가지 바이펙스써틴
- Voidrover
- Pierre Blanche
- Bizzy Meister
- Ehyun
- Mastiv
- Soseol
- Rydel
- Klaus Kim
- Jaein Oh
- Victor Miranda
- White Ocean
- Sandeul
- Zomdol
- Jaimo
- Serhio Vegas
- Desyn
- Russlan Jaafreh
- Kattan
- Chris Park
- Ayhan Acka

## 참고 자료
1. ↑  “다보탑 컴필레이션 앨범 “國寶一號”(국보1호) 릴리즈 • 디제이코리아레코드”. 2017년 3월 17일. 2019년 2월 12일에 원본 문서에서 보존된 문서. 2019년 2월 10일에 확인함.
2. ↑  “Spectrum”. 2019년 2월 12일에 원본 문서에서 보존된 문서. 2019년 2월 10일에 확인함.
3. ↑  “[INTERVIEW] bagagee viphex13”. 2018년 10월 30일. 2019년 2월 10일에 확인함.